# 謝健平
謝健平 SPMJ DK（1961年12月5日—），為新加坡第14任國會議長。自2006年以來一直擔任代表馬林百列集選區布萊德岭地區的國會議員 (MP)。

## 背景
出生於一個六口之家，父親是一家印刷公司的生產線工人，母親是一名家庭主婦，靠做縫紉工作來貼補家庭收入。而他自己則是四個孩子中排名第三。他曾在萊佛士學院學習，後來獲得在可倫坡計劃獎學金後到新南威爾斯大學學習。
在獲得建築一級榮譽學位後，他選擇回到新加坡完成國民服役，然後在一家公司工作，最後加入新加坡公務員隊伍。後來，他被借調到全國職工總會(NTUC)工作。隨後，他在1994年至1996年間離開NTUC，加入工程公司Sum Cheong Corporation。1996年，他回到公共部門，先後領導職總醫療保健和職總媒體，並於2001年被任命為職總平價首席營運官，並於2010年被任命為職總平價首席執行官。
他在2006年大選中作為人民行動黨馬林百列集選區候選人，並在第11屆議會中輕鬆當選為馬林百列集選區國會議員。在2011年和2015年大選中，人民行動黨團隊受到了來自國民團結黨和工人黨的挑戰，但最終謝健平仍在馬林百列集選區當選。
2011年10月至2016年1月他在國會擔任副議長。
佘在2010年至2022年期間被任命為新加坡職工總會平價合作社首席執行官，並在第14屆國會擔任社會和家庭發展政府議會委員會主席。
2023年7月21日，在前議長陳川仁因各种丑闻而辭職後，總理李顯龍將謝健平提名為下一任國會議長。謝於2023年8月2日當選為議長。在他的第一次演講中他當選議長後，敦促所有議員必須謹慎行，為人民服務。

## 争议

### 取笑他人名字
美国时任副总统卡瑪拉·哈里斯（Kamala Harris）在2021年8月22日官访新加坡。2023年8月23日，謝健平在Facebook发文玩弄卡瑪拉的英文名字，并指卡瑪拉（Kamala）的名字倒过来念是“Alamak"（在马来文意思是“我的天啊”）。謝健平之后把该发文删除，他之后也告诉网络媒体Mothership，在他的朋友提醒他之后，他觉得不恰当便把发文删除。与此同时，谢建平并没有因此道歉，而他的发文也引发公众不满。